# Flectonotus
Flectonotus là một chi động vật lưỡng cư trong họ Amphignathodontidae, thuộc bộ Anura. Chi này có 5 loài và 20% bị đe dọa hoặc tuyệt chủng.

## Hình ảnh

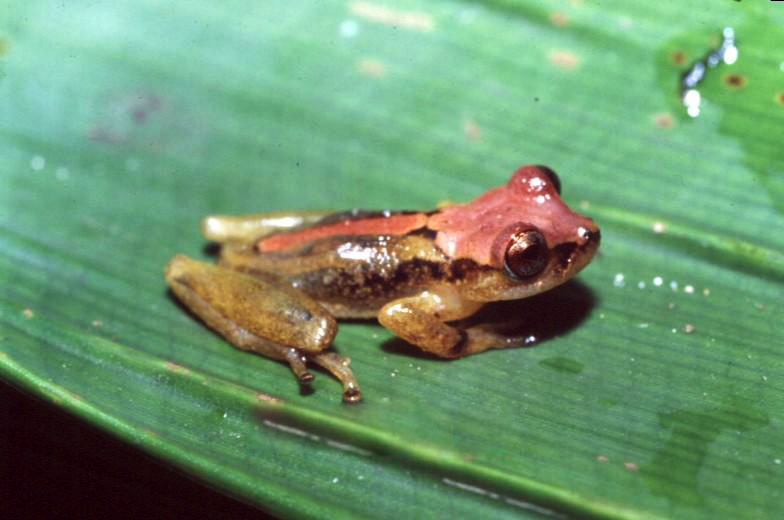